# Pranė Dundulienė
Pranė Dundulienė, Pranė Stukėnaitė-Decikienė, potem Stukėnaitė-Dundulienė, także Prania Dundulienė, pol. Franciszka Stukienasówna (ur. 12 lutego 1910 w Pilypai, powiat święciański, zm. 27 lutego 1991 w Wilnie) – litewska etnografka, wykładowczyni akademicka, autorka prac naukowych.

## Życiorys
W latach 1935–1938 studiowała etnologię na Uniwersytecie Stefana Batorego w Wilnie. W latach 1938–1940 była aktywną członkinią Litewskiego Towarzystwa Naukowego. W 1941 roku pracowała naukowo w Instytucie Etnologii Litewskiej Akademii Nauk, w latach 1942–1943 – w Muzeum Etnograficznym Uniwersytetu Wileńskiego, a w latach 1944–1950 – w Instytucie Historii Litewskiej Akademii Nauk. Była jedną z organizatorek Katedry Etnografii Uniwersytetu Wileńskiego w 1951 r.; temu miejscu poświęciła całą swoją późniejszą działalność naukową i dydaktyczną. W 1971 roku uzyskała tytuł profesora zwyczajnego. Jej wykłady dotyczyły głównie etnografii litewskiej, bałtyckiej i wschodniosłowiańskiej. Była promotorką naukową ponad stu prac dyplomowych i rozpraw doktorskich.
Pranė Dundulienė opublikowała swoją pierwszą pracę naukową w 1939 roku, dotyczyła ona tradycji etnograficznych i tradycji regionu Marcinkonys na Litwie – pracę magisterską napisała pod kierunkiem Kazimierza Moszyńskiego. Jej dwie rozprawy doktorskie (1954 i 1969) dotyczyły historii rolnictwa i narzędzi rolniczych na Litwie.
Od 1948 roku co roku organizowała wyprawy studenckie do różnych regionów Litwy w celu zebrania eksponatów (stare sprzęty domowe, wyroby sztuki ludowej, wyroby szydełkowe, stroje ludowe) oraz zapisów folkloru (bajek, pieśni, zwyczajów), wiedzy astronomicznej (nazwy planet, gwiazd, konstelacji itp.). Mitologia, religia i światopogląd starożytnych Bałtów były stałymi przedmiotami jej zainteresowań naukowych.
Jej mężem był historyk Bronius Dundulis.
Grób Pranė Dundulienė znajduje się na Cmentarzu Antokolskim.

## Prace naukowe (wybór)
Pranė Dundulienė jest autorką 13 książek i ponad 500 artykułów. Oto lista jej najważniejszych publikacji (wszystkie w języku litewskim):
- Žemdirbystė Lietuvoje (Rolnictwo na Litwie), 1963
- Lietuvių kalendoriniai ir agrariniai papročiai (Kalendarz i zwyczaje agrarne Litwinów), 1979
- Lietuvių etnologija (Etnologia litewska), 1991
- Lietuvių šventės: Tradicijos, papročiai, apeigos (Święta litewskie: tradycje, zwyczaje i rytuały), 1991
- Duona lietuvių buityje ir papročiuose. Mokslo ir enciklopedijų leidybos institutas (Chleb w litewskim gospodarstwie domowym i zwyczaje), 2007, ISBN 978-5-420-01622-0

Opublikowała także swoją osobistą relację z zamordowania przez Armię Krajową 3 litewskich cywilów w lipcu 1944 r. podczas operacji Ostra Brama w Wilnie.